# Supermarine S.5
Supermarine S.5 byl britský jednomístný závodní plovákový letoun z 20. let 20. století, který se účastnil závodů o Schneiderův pohár v letech 1927 a 1929.

## Historie

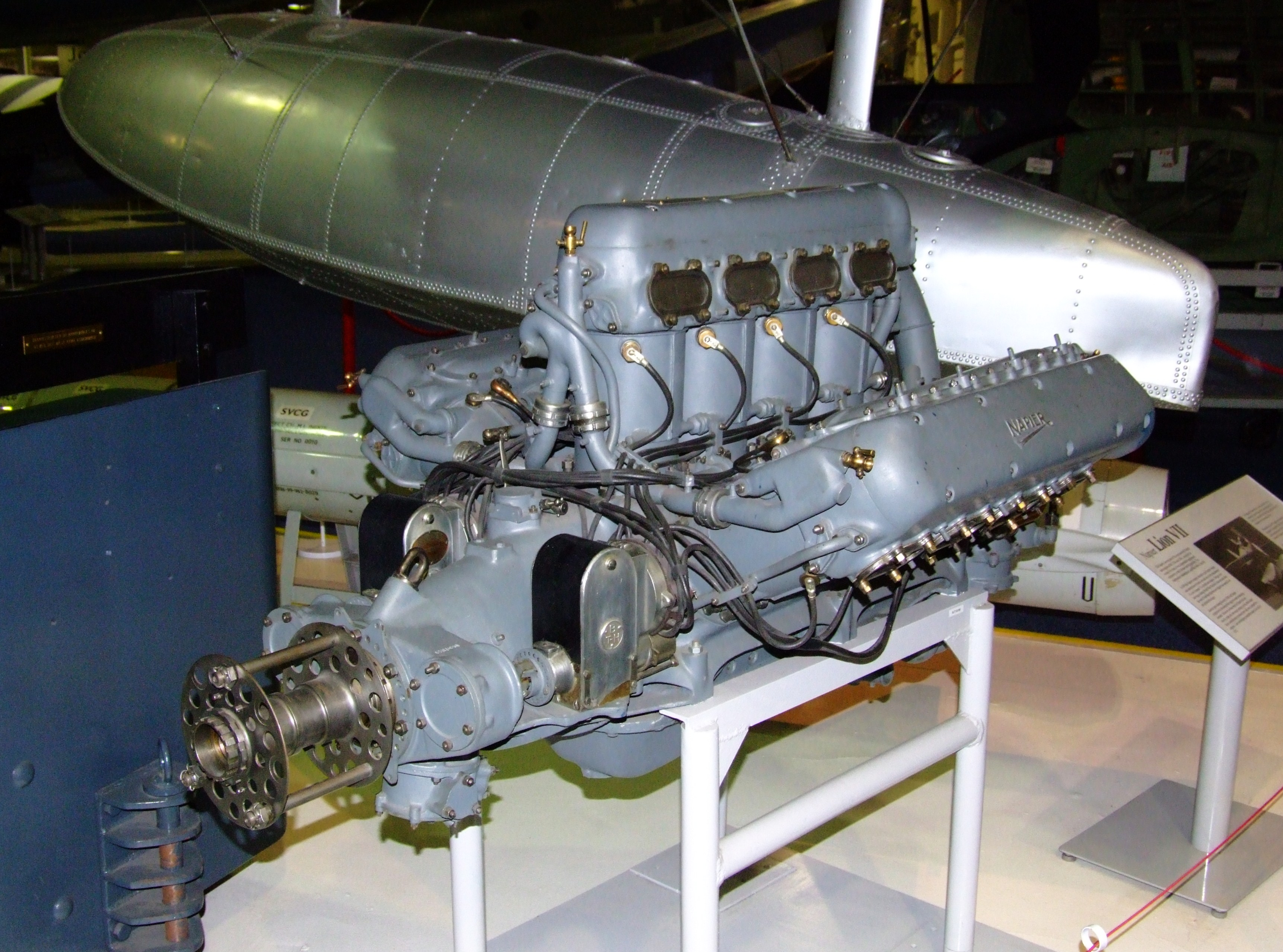
Motor Napier Lion VII v londýnském muzeu RAF. Motor ve verzi Lion VIIB poháněl letoun Supermarine S.5.

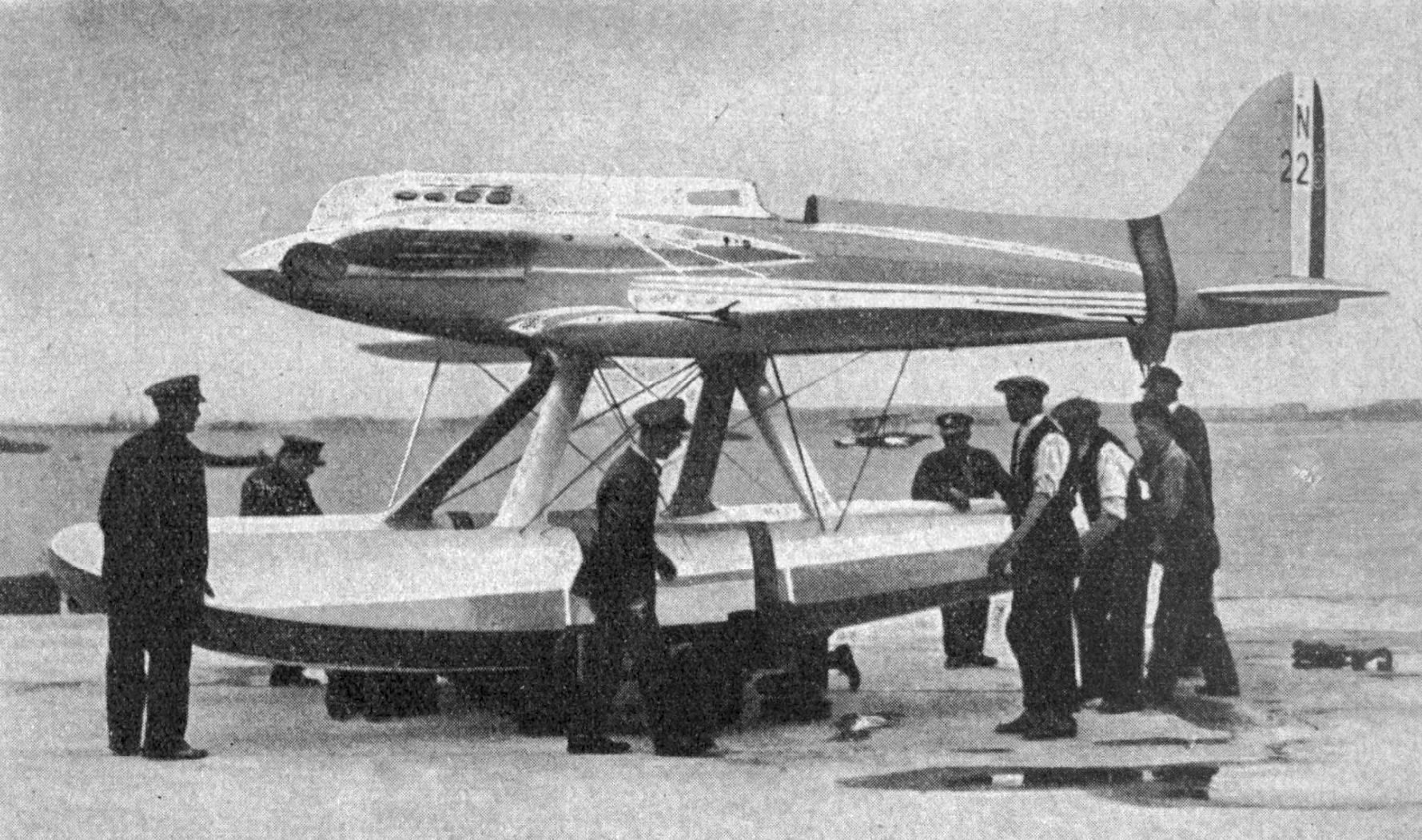
Vítězný letoun S.5 N220

Letoun byl dílem konstruktéra Reginalda Mitchella, který je znám jako konstruktér letounu Supermarine Spitfire. V roce 1925 byl ztracen při něhodě závodní letoun Supermarine S.4, který měl být nasazen ve stejném roce v soutěži o pohár. Británii v závodě tak zastupoval pouze letoun Gloster IIIA, který skončil na druhém místě. Dalšího ročníku, který se odehrával v roce 1926 ve Spojených státech se Británie nezúčastnila. Britské ministerstvo letectví finančně podpořilo roj RAF High Speed Flight, díky kterému se mohli letci z roje účastnit soutěže o pohár roku 1927. Díky této podpoře tak mohli vzniknout letouny Gloster IVB, Short-Bristow Crusader a Supermarine S.5.
Byly vyrobeny tři letouny, které nesly označení N219, N220 a N221. První letoun N219 vzlétl poprvé 7. června 1927.
Letoun S.5 označený N220 pilotovaný flight lieutenantem Sidney Websterem AFC při prvním pokusu vzlétl ještě před startovní čárou, což bylo proti pravidlům závodu. Pravidla soutěže umožňovala opakování pokusu, takže později 26. září 1927 Webster vyhrál závod o pohár průměrnou rychlostí 281,66 mph (453,29 km/h). Letoun urazil sedm 50km okruhů u Benátek za 46 minut 20,3 sekund. Websterův kolega flight lieutenant Oswald Worsley letící na letounu S.5 s označením N219 se umístil na druhém místě s časem 47 minut 46,7 sekund a průměrnou rychlostí 272,91 mph (439,21 km/h).
Sidney Webster za vítězství získal svůj druhý letecký kříž 11. října 1927.
Letoun S.5 s označením N220 byl součástí výstavy Aero Exhibition v londýnské Olympii roku 1928.
Letoun S.5 nesoucí označení N221 byl zničen při havárii 12. března 1928 u Calshot. Letoun za špatné viditelnosti ve vysoké rychlosti narazil do skelné hladiny. Pilot Samuel Marcus Kinkead DSO, DSC, DFC při ní zahynul. Jeho tělo bez hlavy bylo nalezeno v trupu letounu. Mechanická závada letounu, která by vedla k havárii nebyla nalezena.
Letoun S.5 se s pilotem D'Arcy Greig účastnil ještě závodu pořádaném v roce 1929, kde skončil na třetím místě za letounem Machhi M.52 a za letounem Supermarine S.6, který už byl poháněn motorem Rolls-Royce R.

## Konstrukce
Supermarine S.5 byl dolnoplošný jednomístný letoun, který pro udržení na hladině využíval dva plováky. Byl navržen s přímým křídlem s dřevěnou konstrukcí, které bylo na konci zaobleno. Na rozdíl od předchozího modelu S.4, který měl křídlo samonosné konstrukce, bylo křídlo letounu S.5 zpevněno pomocí externích lanek. Letoun měl jednu svislou ocasní plochu, která navazovala na hřbetní kýlovou plochu. Ta se táhla od polouzavřeného pilotního kokpitu, který se nacházel za dvanáctiválcovým motorem Napier Lion VII s válci uspořádanými do W, jehož válce a výfuky vyčnívaly nad celokovový trup letounu. Motor, který roztáčel pevnou dvoulistou vrtuli, dosahoval výkonu 900 k při 3 300 otáčkách za minutu. V případě letounů N219 ji roztáčel přímo. U letounů N220 a N221 přes reduktor. Chlazení motoru olejovou kapalinou bylo dosaženo pomocí povrchových chladičů na křídle a dalších podélných chladicích ploch, které se táhly po stranách trupu.
Letoun měl část paliva umístěnou v plováku, protože ve štíhlém trupu nebyl dostatek místa a také z důvodu kompenzace silného točivého momentu motoru, který stěžoval vzlet.

## Repliky
V roce 1975 vznikla replika letounu S.5, která byla poháněna motorem Rolls Royce Continental IO-360 A. Letounu byla přidělena registrace G-BDFF. Replika letounu v plném měřítku vzlétla poprvé 28. srpna 1975. Konstruktérem repliky byl Ray Hilborne z Leisure Sports. 23. září 1982 byl letoun poškozen při nehodě. Po níž byl poškozený drak zakoupen společností Kenneth Blamires Hosie and Partners a opraven s cílem uvést letoun znovu do letuschopného stavu.
Letoun havaroval 23. května 1987. Pilot při nehodě zahynul.
Nadace Supermarine Seaplane zahájila 1. ledna 2022 stavbu repliky slavného hydroplánu Supermarine S.5 v reálném měřítku. Jejich cílem je dosáhnout prvního letu v únoru 2027. Odhadované finanční náklady na tento projekt činí 400 000 £.

## Specifikace
Údaje pochází ze serveru thisdayinaviation
Technické údaje
- Posádka: 1
- Délka: 7,404 m (24,29 ft)
- Rozpětí: 8,15 m (26,7 ft)
- Výška: 3,38 m (11,1 ft)
- Plocha křídla: 10,7 m2 (115 sq ft)
- Prázdná hmotnost: 1 216 kg (2 681 lb)
- Vzletová hmotnost: 1 471 kg (3 243 lb)
- Pohonná jednotka: 1 × Napier Lion VII W-12 kapalinou chlazený pístový motor s válci do W , 670 kW (911 k)
- Vrtule: 2-listá vrtule s pevným stoupáním listu

Výkony
- Maximální rychlost: 514,3 km/h (319,6 mph)